# کاریوفرین
کاریوفرین‌ها (انگلیسی: Karyopherins) گروهی از پروتئین‌ها هستند که در جابجایی و حمل پروتئین مابین هسته و سیتوپلاسم در سلول‌های یوکاریوت‌ها دخیلند.
فضای داخل سلول عموماً کاریوپلاسم (یا نوکلئوپلاسم) نامیده می‌شود. حمل‌ونقل وابسته به کاریوفرین از طریق منافذ هسته‌ای انجام می‌شود که درگاه‌های ورود و خروج به هسته هستند.
کاریوفرین‌ها شامل ایمپورتین‌ها (جهت ورود پروتئین به‌درون هسته) و اِکسپورتین‌ها (جهت خروج پروتئین از هسته) هستند و از زیرگروه‌های خانوادهٔ «کمپلکس منافذ هسته‌ای» محسوب می‌شوند.
انرژی لازم جهت این حمل‌ونقل، توسط گرادیانِ رَن انجام می‌شود.